# Nadezhda Konyayeva
Nadezhda Konyayeva (Unión Soviética, 5 de octubre de 1931) fue una atleta soviética, especializada en la prueba de lanzamiento de jabalina en la que llegó a ser medallista de bronce olímpica en 1956.

## Carrera deportiva
En los JJ. OO. de Melbourne 1956 ganó la medalla de bronce en el lanzamiento de jabalina, llegando hasta los 50.28 metros, siendo superada por su compatriota Inese Jaunzeme que con 53.86 metros batió el récord olímpico, y por la chilena Marlene Ahrens (plata).